# کریم شهاب‌الدین
کریم شهاب‌الدین یک کارگردان موسیقی پاکستانی بود که در اواخر دهه ۶۰ و اوایل دهه ۷۰ در فیلم‌های بنگالی و اردو موسیقی اجرا کرد. او برای ساختن آهنگ «دخا نه تا کبهی هوم نه یک سامان» (با صدای علمگیر و ناهید اختر) برای فیلم بابی و جولی در سال ۱۹۷۸ شناخته می‌شود.
شهاب الدین در بمبئی هند به دنیا آمد. خانواده او در دهه ۱۹۶۰ به داکا، پاکستان شرقی مهاجرت کردند. شهاب‌الدین در سال‌های آخر زندگی‌اش به همراه خانواده‌اش به آمریکا نقل مکان کرد و در آنجا درگذشت.